# Colombe de Verreaux
Leptotila verreauxi
Espèce
Répartition géographique
Statut de conservation UICN

 LC  : Préoccupation mineure
La Colombe de Verreaux (Leptotila verreauxi) est une espèce d'oiseaux de la famille des Columbidae, native de l'écozone néotropicale.
Le nom scientifique de cet oiseau commémore les naturalistes français Jules et Edouard Verreaux.

## Habitat
La Colombe de Verreaux habite les zones de broussailles, les bois et les forêts peu denses, les plantations et les jardins.

## Nidification
Elle construit un nid de grosses branches dans un arbre et y pond deux œufs blancs. L'incubation est d'environ 14 jours et l'envol se fait au bout de 15 autres jours.

## Description
Elle mesure environ 26 à 28 cm de longueur et pèse aux alentours de 155 g. Les individus adultes de la plupart des sous-espèces ont une teinte grise de la couronne à la nuque, un front d'un gris pâle ou blanchâtre et une gorge blanchâtre. L'anneau oculaire est généralement rouge mais il est bleu dans la plus grande partie de l'Amazone et le nord de l'Amérique du Sud. Le dos et les ailes sont gris-brun, le ventre est blanchâtre ombré de rose, de gris ou de jaune sur la poitrine. Le dessous des ailes est roux. La face inférieure de sa longue queue pointue est blanche, mais cela n'est visible que de dessous ou en vol. Le bec est noir, les pattes sont rouge et l'iris est de couleur jaune.

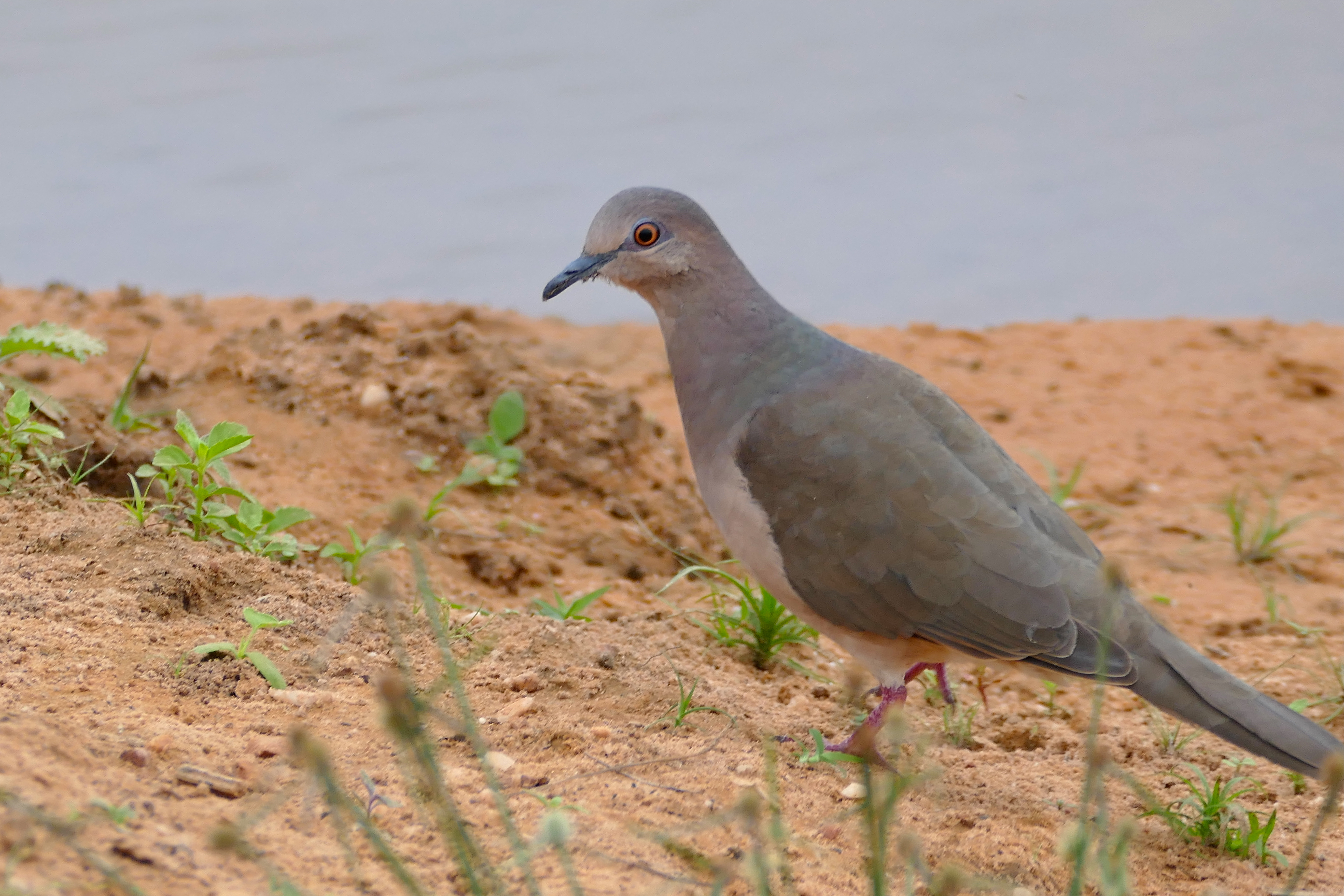
Colombe de Verreaux avec un anneau bleu autour de l'œil (Mato Grosso, Brésil)

Proche de la Colombe de Cassin, la Colombe de Verreaux ressemble aussi étroitement à la Colombe à front gris, Leptotila rufaxilla, qui préfère habiter les forêts humides. La principale distinction entre les deux espèces est la partie antérieure de la couronne qui est d'un gris moins contrasté que celui de la partie postérieure chez la première que chez la Colombe à front gris. Dans la zone de chevauchement, la Colombe de Verreaux a généralement un anneau autour de l'œil bleu (et non pas rouge) mais cela n'est pas fiable dans certaines régions du Brésil, d'Argentine, de Bolivie, du Paraguay et d'Uruguay, où il est généralement rouge chez les deux espèces .

## Comportement
La Colombe de Verreaux est généralement considérée comme vivant isolément ou par paires. Cette espèce surtout terrestre est plutôt méfiante. Son vol est rapide et direct, avec les battements réguliers et des claquements d'ailes caractéristiques des pigeons en général.
La nourriture de cette espèce est faite principalement de graines recherchées sur le sol mais il y a aussi des insectes comme les papillons. L'appel est un profond ooo wooooo caverneux.

## Répartition et sous-espèces
Selon la classification de référence du Congrès ornithologique international (15.1, 2025) elle se répartit en treize sous-espèces (ordre phylogénique) :
- L. v. capitalis Nelson, 1898 — îles Tres Marías ;
- L. v. angelica Bangs & Penard, 1922 — est du Mexique ;
- L. v. fulviventris Lawrence, 1882 — du sud-est du Mexique au Bélize et nord du Guatemala ;
- L. v. bangsi Dickey & Van Rossem, 1926 — du Guatemala à l'ouest du Honduras ;
- L. v. nuttingi Ridgway, 1915 — lac Nicaragua ;
- L. v. verreauxi Bonaparte, 1855 incluant les sous-espèces zapluta et riottei — du Costa Rica au Venezuela, Trinité et îles Sous-le-Vent ;
- L. v. tobagensis Hellmayr & Seilern, 1915 — Tobago ;
- L. v. hernandezi Romero-Zambrano & Morales-Sanchez, 1981 — sud-ouest de la Colombie ;
- L. v. decolor Salvin, 1895 — de l'ouest de la Colombie au nord-ouest du Pérou ;
- L. v. brasiliensis (Bonaparte, 1856) — du bouclier guyanais aux rives nord de l'Amazone ;
- L. v. approximans Cory, 1917 — nord-est du Brésil ;
- L. v. decipiens (Salvadori, 1871) — ouest de l'Amazonie ;
- L. v. chalcauchenia Sclater & Salvin, 1870 — Paraguay, Uruguay, sud du Brésil et de la Bolivie, nord de l'Argentine.